# Campeonato Europeo de Tiro en 10 m de 2023
El LIII Campeonato Europeo de Tiro en 10 m se celebró en Tallin (Estonia) entre el 7 y el 12 de marzo de 2023 bajo la organización de la Confederación Europea de Tiro (ESC) y la Federación Estonia de Tiro Deportivo.
Las competiciones se realizaron en el Centro de Tiro Deportivo de la capital estonia. 

## Resultados

### Masculino
| Evento                 | Oro                           | Plata                    | Bronce                      |
| ---------------------- | ----------------------------- | ------------------------ | --------------------------- |
| Rifle 10 m (11.03)     | Maximilian Ulbrich · Alemania | Patrik Jány · Eslovaquia | Alexander Schmirl · Austria |
| Rifle 10 m (equipos)   | Serbia                        | Austria                  | Alemania · Suecia           |
| Pistola 10 m (10.03)   | Damir Mikec Serbia            | Ruslan Lunyov Azerbaiyán | Paolo Monna · Italia        |
| Pistola 10 m (equipos) | Turquía                       | Alemania                 | Ucrania · Serbia            |

### Femenino
| Evento                 | Oro                             | Plata                        | Bronce                    |
| ---------------------- | ------------------------------- | ---------------------------- | ------------------------- |
| Rifle 10 m (11.03)     | Jeanette Hegg Duestad · Noruega | Seonaid McIntosh Reino Unido | Anna Janßen · Alemania    |
| Rifle 10 m (equipos)   | Noruega                         | Serbia                       | Polonia · Alemania        |
| Pistola 10 m (10.03)   | Anna Korakaki · Grecia          | Camille Jedrzejewski Francia | Elmira Karapetian Armenia |
| Pistola 10 m (equipos) | Polonia                         | Serbia                       | Hungría                   |

### Mixto
| Evento          | Oro                                                | Plata                                          | Bronce                                                                            |
| --------------- | -------------------------------------------------- | ---------------------------------------------- | --------------------------------------------------------------------------------- |
| Rifle (10.03)   | Noruega · Jeanette Hegg Duestad · Jon-Hermann Hegg | Israel Olga Tashchiyev Serguei Richter         | Italia · Sofia Ceccarello · Danilo Sollazzo Noruega · Jenny Stene · Henrik Larsen |
| Pistola (11.03) | Serbia Zorana Arunović Damir Mikec                 | Italia · Chiara Giancamilli · Federico Maldini | Turquía Sevval Tarhan Yusuf Dikeç Francia Camille Jedrzejewski Florian Fouquet    |

## Medallero
| Núm. | País        | Oro | Plata | Bronce | Total |
| ---- | ----------- | --- | ----- | ------ | ----- |
| 1    | Serbia      | 3   | 2     | 1      | 6     |
| 2    | Noruega     | 3   | 0     | 1      | 4     |
| 3    | Alemania    | 1   | 1     | 3      | 5     |
| 4    | Polonia     | 1   | 0     | 1      | 2     |
| 4    | Turquía     | 1   | 0     | 1      | 2     |
| 6    | Grecia      | 1   | 0     | 0      | 1     |
| 7    | Italia      | 0   | 1     | 2      | 3     |
| 8    | Austria     | 0   | 1     | 1      | 2     |
| 8    | Francia     | 0   | 1     | 1      | 2     |
| 10   | Azerbaiyán  | 0   | 1     | 0      | 1     |
| 10   | Eslovaquia  | 0   | 1     | 0      | 1     |
| 10   | Israel      | 0   | 1     | 0      | 1     |
| 10   | Reino Unido | 0   | 1     | 0      | 1     |
| 12   | Armenia     | 0   | 0     | 1      | 1     |
| 12   | Hungría     | 0   | 0     | 1      | 1     |
| 12   | Suecia      | 0   | 0     | 1      | 1     |
| 12   | Ucrania     | 0   | 0     | 1      | 1     |
|      | TOTAL       | 10  | 10    | 15     | 35    |